# Henry Chéron
Henry Chéron, född 11 maj 1867 och död 14 april 1936, var en fransk politiker.
Chéron var först advokat vid Cour d'appel i Caen, och vann tidigt en stark ställning i sin hemprovins och blev känd för sin lokalpatriotism och sega kamp för sina jordbruksintressen. Chéron invaldes 1896 för första gången som deputerade och blev efter första världskriget in i senaten, där han en tid var ordförande i moderata gruppen av l'union républicaine. Efter att från 1906 ha innehaft olika poster som understatssekreterare kallades han 1913 till socialminister och var 1922-24 i Raymond Poincarés ministär jordbruksminister. Under ett flertal år var han i senaten rapportör för budgeten och vann som sådan det anseende, att han först av Raymond Poincaré och senare av Aristide Briand kallades till finansminister i deras nationella samlingsministärer. Som finansminister åtföljde han Briand till konferensen i Haag augusti 1929. I André Tardieus första ministär var han på nytt finansminister men åstadkom dess fall, då han gjorde sin finanspolitik till kabinettsfråga.